# Quận Brunswick, Virginia
Quận Brunswick là một quận thuộc tiểu bang Virginia, Hoa Kỳ.
Quận này được đặt tên theo. Theo điều tra dân số của Cục điều tra dân số Hoa Kỳ năm 2000, quận có dân số 18.419 người. Quận lỵ đóng ở Lawrenceville.6

## Địa lý
Theo Cục điều tra dân số Hoa Kỳ, quận có diện tích km2, trong đó có 7,8 km2 là diện tích mặt nước.

### Quận giáp ranh
- Quận Nottoway - bắc
- Quận Dinwiddie - đông bắc
- Quận Greensville - đông
- Quận Warren, North Carolina - nam
- Quận Mecklenburg - tây
- Quận Lunenburg - tây bắc

## Thông tin nhân khẩu
Theo điều tra dân số 2 năm 2000, quận Brunswick đã có dân số 18.419 người, 6.277 hộ gia đình, và 4.312 gia đình sống trong quận hạt. Mật độ dân số là 32 người trên một dặm vuông (13/km ²). Có 7.541 đơn vị nhà ở với mật độ trung bình 13 trên một dặm vuông (5/km ²). Cơ cấu chủng tộc của dân cư quận bao gồm 41,99% người da trắng, 56,85% da đen hay Mỹ gốc Phi, 0,09% người Mỹ bản xứ, 0,22% châu Á, Thái Bình Dương 0,01%, 0,34% từ các chủng tộc khác, và 0,51% từ hai hoặc nhiều chủng tộc. 1,25% dân số là người Hispanic hay Latino thuộc một chủng tộc nào.
Có 6.277 hộ, trong đó 27,40% có trẻ em dưới 18 tuổi sống chung với họ, 46,90% là đôi vợ chồng sống với nhau, 16,60% có nữ hộ và không có chồng, và 31,30% là các gia đình không. 27,60% hộ gia đình đã được tạo ra từ các cá nhân và 13,30% có người sống một mình 65 tuổi hoặc lớn tuổi hơn là người. Cỡ hộ trung bình là 2,47 và cỡ gia đình trung bình là 3,00.
Trong quận, cơ cấu độ tuổi dân cư gồm 20,50% dưới độ tuổi 18, 9,90% 18-24, 30,70% 25-44, 24,40% từ 45 đến 64, và 14,50% từ 65 tuổi trở lên đã được những người. Độ tuổi trung bình là 38 năm. Đối với mỗi 100 nữ có 113,10 nam giới. Đối với mỗi 100 nữ 18 tuổi trở lên, đã có 115,40 nam giới.
Thu nhập trung bình cho một hộ gia đình trong quận đạt $ 31.288, và thu nhập trung bình cho một gia đình là 38.354 USD. Phái nam có thu nhập trung bình 26.924 USD so với 20.550 đô la Mỹ cho phái nữ. Thu nhập bình quân đầu người là 14.890 $. Có 13,20% gia đình và 16,50% dân số sống dưới mức nghèo khổ, bao gồm 20,10% những người dưới 18 tuổi và 19,50% của những người 65 tuổi hoặc hơn.
Listen
Read phoneticallyDictionary - View detailed dictionary